# Pothyne suturalis
Pothyne suturalis är en skalbaggsart som beskrevs av Maurice Pic 1924. Pothyne suturalis ingår i släktet Pothyne och familjen långhorningar. Inga underarter finns listade i Catalogue of Life.